# بخش دودسون (شهرستان هایلند، اوهایو)
بخش دودسون (به انگلیسی: Dodson Township) یک منطقهٔ مسکونی در ایالات متحده آمریکا است که در شهرستان هایلند، اوهایو واقع شده‌است.
 بخش دودسون ۶۸٫۰ کیلومتر مربع مساحت و ۲٬۶۰۷ نفر جمعیت دارد و ۳۱۱ متر بالاتر از سطح دریا واقع شده‌است.